# Dick Ruedebusch
Richard „Dick“ Ruedebusch (* 1924 in Mayville (Wisconsin); † Mai 1968 in Milwaukee) war ein US-amerikanischer Jazzmusiker (Trompete) des Dixieland.

## Leben und Wirken
Ruedebusch stammte aus Wisconsin und spielte während des Zweiten Weltkriegs in Militärbands; er war in der Nähe von New York City stationiert, was ihm ermöglichte, in Bigbands unter der Leitung von Gene Krupa, Jimmy und Tommy Dorsey und bei Woody Herman mitzuspielen. 1951 nahm er (u. a. mit seinen State Street Ramblers) Jazznummern wie „Indiana“ und „Royal Garden Blues“ in Madison für lokale Label auf. In den 1950er-Jahren arbeitete er als Orchestermusiker in Hörfunk- und Fernsehshows wie der von Sid Caesar. Ab 1960 leitete er die Formation Ruedebusch and The Underprivileged Five in der u. a. Chuck Hedges (Klarinette) und Lee Burrows (Bass) spielten. 1961 entstand das Album Meet Mr. Trumpet, gefolgt von Mr. Trumpet!!! Dick Ruedebusch Remembers the Greats, die beide auf Jubilee Records erschienen. 1963 trat er mit seiner Band in der Ed Sullivan Show auf.
Ebenfalls 1963 nahm Ruedebusch unter eigenem Namen mehrere Titel in Chicago mit Max Kaminsky, Cutty Cutshall, Bob Wilber, Nat Pierce, Chuck Andrus und Jake Hanna auf. Nach einem weiteren Album 1964 (The Happy Horn, mit Nummern wie „Do You Know What it Means to Miss New Orleans“) war er 1966/67 Mitglied bei Woody Herman and His Orchestra, bei dessen Auftritt auf dem Newport Jazz Festival und der Europatournee im folgenden Jahr er mitwirkte. Im Bereich des Jazz war er laut Tom Lord zwischen 1951 und 1967 an 22 Aufnahmesessions beteiligt, zuletzt in Lake Geneva (Wisconsin) mit The Night Pastor & Seven Friends, einer All-Star-Band um Father Robert Owen (Piano), u. a. mit Chuck Hedges, Eddie Higgins und Bob Cousins. Er spielte mit dem vollen Ton eines Bunny Berigan und der Geschwindigkeit von Charlie Shavers.